# Cascades Factory
Les cascades Factory són unes cascades situades al lloc de recreació de George W. Childs en Dingmans Ferry, Pennsilvània, Estats Units d'Amèrica. Les cascades Fulmer es troben riu avall de les cascades Factory, al Dingmans Creek.